# WWWF United States Heavyweight Championship
Il WWWF United States Championship è stato un titolo di wrestling attivo nella World Wide Wrestling Federation fra il 1963 e il 1977. Serviva per dare spazio anche agli atleti di seconda fascia, che non erano abbastanza forti da conquistare il WWWF World Heavyweight Championship. Dopo che il titolo è stato ritirato nel 1977, è stato sostituito dal WWF North American Championship. Il titolo non ha nessun legame con l'attuale WWE United States Championship, il quale è nato nella Mid-Atlantic Promotion nel 1975.

## Albo d'Oro
| Wrestler      | Regno | Data              | Luogo       | Notes                                                                              |
| ------------- | ----- | ----------------- | ----------- | ---------------------------------------------------------------------------------- |
| Bobo Brazil   | 1     | 1963              | California  | Bobo Brazil viene riconosciuto come primo United States Heavyweight champion.      |
| Johnny Barend | 1     | 8 giugno 1963     | Filadelfia  |                                                                                    |
| Bobo Brazil   | 2     | 9 luglio 1963     | Filadelfia  |                                                                                    |
| The Sheik     | 1     | 22 settembre 1967 | Detroit     |                                                                                    |
| Bobo Brazil   | 3     | 24 novembre 1968  | Salisburgo  |                                                                                    |
| The Sheik     | 2     | 20 gennaio 1969   | Salisburgo  |                                                                                    |
| Bobo Brazil   | 4     | 10 febbraio 1969  | Washington  | Bobo Brazil sconfisse The Sheik in un Texas Death Match.                           |
| Pedro Morales | 1     | 7 gennaio 1971    | Los Angeles | Pedro Morales sconfisse Freddie Blassie nella finale di un torneo                  |
| Vacante       | N/A   | 8 febbraio 1971   | N/A         | Morales abbandonò il titolo dopo aver vinto il WWF World Heavyweight Championship. |
| Bobo Brazil   | 5     | 15 febbraio 1971  | Washington  | Brazil fu privato del titolo dalla WWWF stessa, che lo ritirò nel marzo 1976.      |